# Trstenik (Lanišće)
Trstenik je naselje na Ćićariji, u općini Lanišće, na 697 m nadmorske visine, 8 km sjeverozapadno od općinskoga središta Lanišća. Smješteno je na cesti koja od Lanišća vodi za Dane (Lanišće) I Vodice (Lanišće), u blizini raskrižja za Brest (Lanišće) i Buzet, na maloj uzvisini između dviju uzdužnih dolina. Stanovnici se tradicionalno bave stočarstvom i poljodjelstvom, a živjeli su najviše od prodaje mlijeka i drva. Prema popisima stanovništva potkraj XIX. st. Trstenik je imao 223 stanovnika, a nakon toga stalno gubi stanovništvo, te polagano izumire. 

## Povijest
Području Trstenika bilo je dio Rašporske gospoštije, pa je s njom pripalo i Veneciji (1394). Dobro su sačuvani struktura naselja, stambena i gospodarska arhitektura s početka XX. st., izvorna organizacija prostora, te tipična zatvorena dvorišta s visokim zidovima i širokim ulaznim vratima. Na najvišoj je koti groblje s crkvom sv. Lucije, koja ima maleni četvrtasti zvonik na pročelju pokraj ulaznih vrata.

## Stanovništvo
Po popisu iz 2001. , u selu su živjela samo 4 stanovnika.
| broj stanovnika | 206   | 223   | 204   | 223   | 216   | 207   | 891   | 168   | 171   | 104   | 65    | 32    | 27    | 20    | 4     | 4     |       |
|                 | 1857. | 1869. | 1880. | 1890. | 1900. | 1910. | 1921. | 1931. | 1948. | 1953. | 1961. | 1971. | 1981. | 1991. | 2001. | 2011. | 2021. |

## Znamenitosti
- Crkva sv. Lucije (prvi put se spominje 1580. godine)